# Трибоня
Трибо̀ня (на италиански: Tribogna; на лигурски: Tribèugna, Трибеуня) е община в Северна Италия, провинция Генуа, регион Лигурия. Разположено е на 329 m надморска височина. Населението на общината е 617 души (към 2011 г.).
Административен център на общината е село Гарбарини (Garbarini).